# Трактовое (Красногвардейский район)
Тракто́вое (до 1945 года Джума́-Абла́м; укр. Трактове, крымскотат. Cuma Ablam, Джума Аблам) — село в Красногвардейском районе Республики Крым, входит в состав Краснознаменское сельское поселение (согласно административно-территориальному делению Украины — Краснознаменского сельского совета Автономной Республики Крым).

## Население
| 2001 | 2014 |
| ---- | ---- |
| 472  | ↘372 |

Всеукраинская перепись 2001 года показала следующее распределение по носителям языка
| Язык             | Процент |
| ---------------- | ------- |
| крымскотатарский | 55.08   |
| русский          | 29.66   |
| украинский       | 14.62   |
| другие           | 0.21    |

### Динамика численности
| - 1805 год — 170 чел. - 1851 год — 132 чел. - 1889 год — 95 чел. - 1892 год — 64 чел. - 1900 год — 150 чел. - 1904 год — 50 чел. - 1915 год — 76/14 чел. | - 1918 год — 120 чел. - 1926 год — 218 чел. - 1939 год — 332 чел. - 1989 год — 545 чел. - 2001 год — 472 чел. - 2009 год — 414 чел. - 2014 год — 372 чел. |

## Современное состояние
На 2017 год в Трактовом числится 5 улиц; на 2009 год, по данным сельсовета, село занимало площадь 86,7 гектара на которой, в 113 дворах, проживало 414 человек. В селе действуют сельский клуб, библиотека, фельдшерско-акушерский пункт. Село связано автобусным сообщением с райцентром и соседними населёнными пунктами.

## География
Трактовое — село на западе района, в степном Крыму, у границы Первомайского района, на шоссе Н-05 Красноперекопск — Симферополь, высота центра села над уровнем моря — 75 м. Соседние сёла: Симоненко в 0,5 км на юг, Тимошенко в 4,6 км на юго-восток и Рогово в 3 км на северо-восток. Расстояние до райцентра — около 47 километров (по шоссе) на северо-восток, ближайшая железнодорожная станция — Элеваторная — примерно в 20 километрах. Транспортное сообщение осуществляется по региональным автодорогам от шоссе 35К-001 Красноперекопск — Симферополь и 35Н-271 — от этого шоссе до Октябрьского (по украинской классификации — Н-0-5 и С-0-10661).

## История
Первое документальное упоминание села встречается в Камеральном Описании Крыма 1784 года, судя по которому, в последний период Крымского ханства в Ташлынский кадылык Акмечетского каймаканства входили деревни Аблан и Другой Аблан, но определить, к какому относилось определённое название не представляется возможным. После присоединения Крыма к России (8) 19 апреля 1783 года, (8) 19 февраля 1784 года, именным указом Екатерины II сенату, на территории бывшего Крымского Ханства была образована Таврическая область и деревня была приписана к Евпаторийскому уезду. Деревня упоминается в ордере князя Потёмкина от 14 марта 1787 года об организации путешествия Екатерины II в Тавриду, где одним из пунктов остановки обозначен Треаблан и под 1793 годом, как Аблан, в которой, кроме мечети, есть медресе, или школа, в труде Петра Палласа «Наблюдения, сделанные во время путешествия по южным наместничествам Русского государства». После Павловских реформ, с 1796 по 1802 год, входила в Акмечетский уезд Новороссийской губернии. По новому административному делению, после создания 8 (20) октября 1802 года Таврической губернии, Джума-Аблам был включён в состав Урчукской волости Евпаторийского уезда.

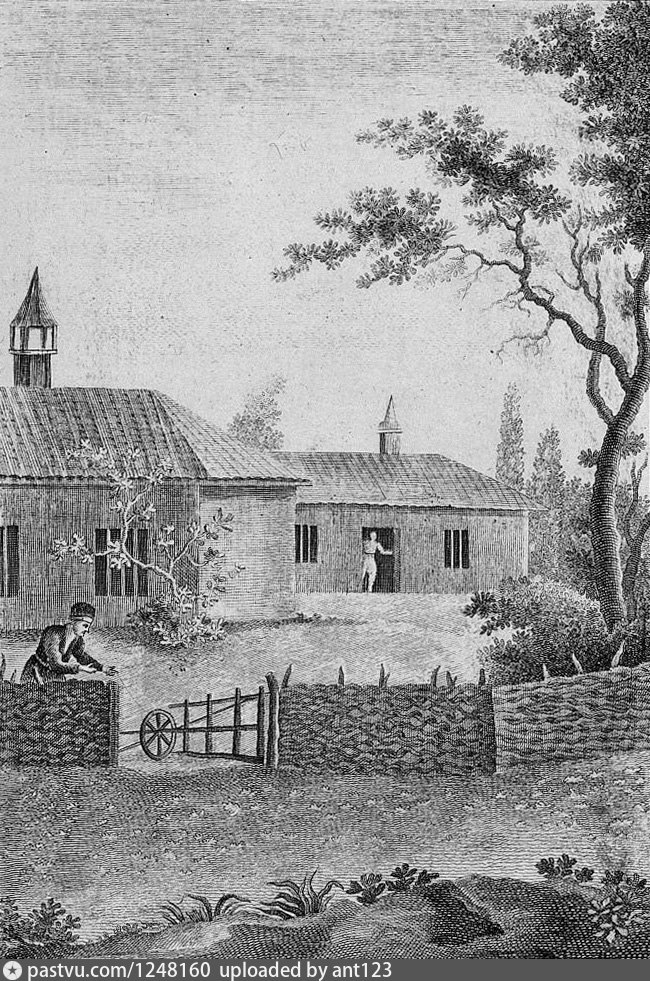
Дом в селении "Треобламы", в котором ночевал П. И. Сумароков. 1802 г.
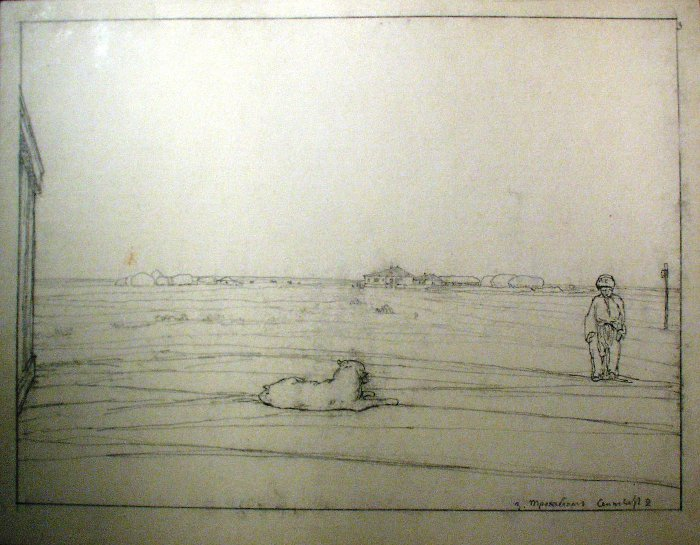
Селение Трехабламы. Рисунок В. А. Жуковского, 1837 г.

По Ведомости о волостях и селениях, в Евпаторийском уезде с показанием числа дворов и душ… от 19 апреля 1806 года, в деревне Джима-Аблам числилось 20 дворов, 167 крымских татар 3 ясыров. На военно-топографической карте генерал-майора Мухина 1817 года деревня Джума аблан обозначена с 13 дворами. После реформы волостного деления 1829 года Джума Аблам, согласно «Ведомости о казённых волостях Таврической губернии 1829 года», остался в составе Урчукской волости. На карте 1842 года Джума-Аблам обозначен условным знаком «малая деревня», то есть, менее 5 дворов. По «Геометрическому специальному плану Таврической губернии Евпаторийскаго уезда дачи деревни Джума Кисек Аблам с принадлежащими к ней всеми землями…» 1851 года деревня находилась во владении дворянина Али Бея Уланова, с вакуфной землею, в количестве двадцати занов десяти булюков и общей площадью всяких угодий земли 1647 десятин 1254 сажени. Имелось 18 дворов казённых татар, мужчин 88 и женщин 44 души.
В 1860-х годах, после земской реформы Александра II, деревню приписали к Абузларской волости того же уезда. Согласно «Памятной книжке Таврической губернии за 1867 год», деревня Джума-Аблам была покинута жителями в 1860—1864 годах, в результате эмиграции крымских татар, особенно массовой после Крымской войны 1853—1856 годов, в Турцию и оставалась в развалинах и в «Списке населённых мест Таврической губернии по сведениям 1864 года» Джума-Аблам не значится (на трёхверстовой карте 1865—1876 года на месте деревни обозначен трактир).
В 1880 году немцы — лютеране, выходцы из беловежских колоний, возродили село на приобретённых в собственность 1700 десятинах земли.
В «Памятной книге Таврической губернии 1889 года», по результатам Х ревизии 1887 года, записана Джума-Кисек-Аблам, с 12 дворами и 95 жителем. Согласно «…Памятной книжке Таврической губернии на 1892 год», в деревне Джума-Аблам, входившей в Биюк-Токсабинский участок, числилось 64 жителя в 13 домохозяйствах.
Земская реформа 1890-х годов в Евпаторийском уезде прошла после 1892 года, в результате Джума-Аблам (записано, как Аблам-Джума) приписали к Кокейской волости. Сохранился документ о выдаче ссуды неким Рихтеру, Бауэру, Губеру и др. под залог имения при деревне Джума-Кисек-Аблам от 17 сентября 1893 года.
По «…Памятной книжке Таврической губернии на 1900 год» в деревне числилось 150 жителей в 30 двора, в 1904 году, согласно Энциклопедическому словарю, в деревне было 50 жителей. На 1914 год в селении действовала лютеранская земская школа. По Статистическому справочнику Таврической губернии. Ч.II-я. Статистический очерк, выпуск пятый Евпаторийский уезд, 1915 год, в деревне Аблам-Джума Кокейской волости Евпаторийского уезда числилось 18 дворов (13 дворов с землёй, 5 — безземельные) с немецким населением в количестве 76 человек приписных жителей и 14 — «посторонних», из которых 41 мужчина и 49 женщин. Жители владели 2120 десятинами удобной земли. В хозяйствах имелось 200 лошадей, 150 волов, 100 коров и 120 голов мелкого скота. К 1918 году население составило 120 чел.. Согласно списку 1915 года «…русских подданных из австрийских, венгерских или германских выходцев» землевладельцев, опубликованном в газете «Таврические губернские ведомости» в апреле 1915 года, при деревне Джума-Аблам значатся крымские немцы — 2 брата и сестра Бауэр, совместно имевшие 298 десятин, 1341 квадратных саженей земли, а Мария Петровна Бауэр — 49 дес., 1725 кв. саж. Видман Якуб Георгиевич владел 448 дес., 669 кв. саж., а Видман Георг Якубович (вероятно, отец и сын) — 25 дес. Также отец и сын Вейс имели: Александр Данилович — 398 дес. 1014 кв. саж., а Иоганес Александрович — 49 дес. 1725 кв. саж. 4 брата Гюнтнер — Матвей, Якуб, Альберт, Людвиг, Юлиус и Тобияс 298 дес. 1341 кв. саж., а другой Гюнтнер, Николай Георгиевич, 124 дес. 1025,5 кв. саж., Земан Людвиг Андреевич — 74 дес. 1366 кв. саж. и Шнайдер Иоганн Филиппович — 348 дес. 1361 кв. саж..
После установления в Крыму Советской власти, по постановлению Крымревкома от 8 января 1921 года была упразднена волостная система и село включили в состав вновь созданного Сарабузского района Симферопольского уезда, а в 1922 году уезды получили название округов. 11 октября 1923 года, согласно постановлению ВЦИК, в административное деление Крымской АССР были внесены изменения, в результате которых был ликвидирован Сарабузский район и образован Симферопольский и село включили в его состав. Согласно Списку населённых пунктов Крымской АССР по Всесоюзной переписи 17 декабря 1926 года, в селе Джума-Аблам, центре Джума-Абламского сельсовета Симферопольского района, числилось 45 дворов, из них 41 крестьянский, население составляло 218 человек, из них 191 немец, 15 русских, 3 украинца, 6 армян, 3 еврея, действовала немецкая школа.
Постановлением ВЦИК «О реорганизации сети районов Крымской АССР» от 30 октября 1930 года, был создан немецкий национальный (лишённый статуса национального постановлением Оргбюро ЦК КПСС от 20 февраля 1939 года) Биюк-Онларский район и село включили в его состав. По данным всесоюзной переписи населения 1939 года в селе проживало 332 человека. Вскоре после начала Великой Отечественной войны, 18 августа 1941 года крымские немцы были выселены, сначала в Ставропольский край, а затем в Сибирь и северный Казахстан.
После освобождения Крыма от фашистов в апреле, 12 августа 1944 года было принято постановление № ГОКО-6372с «О переселении колхозников в районы Крыма» и в сентябре 1944 года в район приехали первые новоселы (57 семей) из Винницкой и Киевской областей, а в начале 1950-х годов последовала вторая волна переселенцев из различных областей Украины. Указом Президиума Верховного Совета РСФСР от 21 августа 1945 года Джума-Аблам был переименован в Трактовое и Джума-Абламский сельсовет — в Трактовский. С 25 июня 1946 года Трактовое в составе Крымской области РСФСР. 26 апреля 1954 года Крымская область была передана из состава РСФСР в состав УССР. Время упразднения сельсовета и включения в Краснознаменской пока не установлено: на 15 июня 1960 года село уже числилось в его составе.
Указом Президиума Верховного Совета УССР «Об укрупнении сельских районов Крымской области», от 30 декабря 1962 года, Трактовое присоединили к Красногвардейскому району; видимо, в рамках того же указа, сельсовет был упразднён. По данным переписи 1989 года в селе проживало 545 человек. С 12 февраля 1991 года село в восстановленной Крымской АССР, 26 февраля 1992 года переименованной в Автономную Республику Крым. С 21 марта 2014 года в составе Крыма аннексировано Россией.

## Почтовая станция Трех-Аблам
Впервые место, расположенное на большой проезжей дороге, у селений Джума-Аблам, Орта-Аблам и Ильгери-Аблам и, видимо поэтому названное «Трёх-Аблам», встречается в ордере князя Потёмкина от 14 марта 1787 года об организации путешествия Екатерины II в Тавриду, как один из пунктов остановки императрского поезда Треаблан. Первая почтовая контора в Крыму открылась 1 октября 1788 года, видимо, вскоре после этого началось формирование системы станций, в том числе и у Абланов. Пётр Паллас в труде «Наблюдения, сделанные во время путешествия по южным наместничествам Русского государства» 1793 года, упоминает уже почтовую станцию Аблан в 22 верстах от предыдущей — Айбар. П. И. Сумароков, в книге «Досуги крымского судьи, или Второе путешествие в Тавриду» 1802 года описывает ночлег в Треобламах. Судя по описанию, ночлег предоставлялся в частном доме, который Афанасий де Палдо изобразил на одной из иллюстраций к книге. Остановливался на станции и А. С. Пушкин, где заказал себе обед и поменял лошадей. В «Списке населённых мест Таврической губернии по сведениям 1864 года» указана почтовая станция Трех-Аблам, в 42,5 верстах от уездного города, с 1 двором и 16 жителями «при колодцах», она же, как почтовая станция Треабламы, обозначена на трёхверстовой карте Шуберта 1865—1876 года. Время упразднения станции пока не установлено, есть версия, что к 1909 году она уже не существовала.